# Consejo Nórdico
El Consejo Nórdico (Nordiska rådet) es una organización interparlamentaria de cooperación entre los cinco países nórdicos: Islandia, Dinamarca, Suecia, Finlandia y Noruega, con las regiones autónomas de las Islas Feroe, Groenlandia y Åland.
Lo constituyen 87 diputados de los parlamentos nacionales de estos países. Dinamarca, Noruega, Finlandia y Suecia cuentan con veinte miembros cada uno e Islandia con siete. El Consejo se estableció en 1952. Según el Tratado de Helsinki de 1962, existe para preservar y desarrollar la cooperación entre los Estados miembros en asuntos jurídicos, culturales, sociales, financieros, de transportes y de la protección del medio ambiente. Más tarde se le agregaron asuntos de política exterior y de seguridad. A partir de 1971, el brazo que gestiona y coordina el Consejo Nórdico es el Consejo Nórdico de Ministros.
Actualmente el Consejo Nórdico ha sido opacado por la Unión Europea, ya que muchas de sus funciones coinciden. Hoy en día es más que nada un organismo de fomento cultural.

## Historia
Durante la Segunda Guerra Mundial, Dinamarca y Noruega fueron ocupadas por Alemania; Finlandia estaba bajo asalto de la Unión Soviética; mientras que Suecia, aunque neutral, seguía sintiendo los efectos de la guerra. Tras la guerra, los países nórdicos persiguieron la idea de una unión escandinava para la defensa para garantizar su defensa mutua. Sin embargo, Finlandia, debido a su política de neutralidad Paasikivi-Kekkonen y al Tratado CFMA con la URSS, no podía participar.
Se propuso que los países nórdicos unificaran su política exterior y de defensa, se mantuvieran neutrales en caso de conflicto y no se aliaran con la OTAN, como algunos planeaban en aquel momento. Estados Unidos, deseoso de acceder a bases en Escandinavia y considerando a los países nórdicos incapaces de defenderse por sí mismos, declaró que no garantizaría el apoyo militar a Escandinavia si no se unían a la OTAN. Como Dinamarca y Noruega buscaron ayuda estadounidense para su reconstrucción de posguerra, el proyecto se vino abajo, y Dinamarca, Noruega e Islandia se unieron a la OTAN.
También fracasó la cooperación nórdica, como la unión aduanera económica. Esto llevó al primer ministro danés Hans Hedtoft a proponer, el 13 de agosto de 1951, un órgano interparlamentario consultivo. Esta propuesta fue acordada por Dinamarca, Islandia, Noruega y Suecia durante una reunión celebrada en Copenhague los días 15 y 16 de marzo de 1952. La primera sesión del Consejo se celebró en el Parlamento danés el 13 de febrero de 1953 y eligió presidente a Hans Hedtoft. Cuando las relaciones entre Finlandia y la Unión Soviética se descongelaron tras la muerte de Iósif Stalin, Finlandia se unió al consejo en 1955, tras una votación en el Parlamento de Finlandia el 28 de octubre de ese año, con efecto a partir del 23 de diciembre del mismo año.
El 2 de julio de 1954 se creó el mercado laboral nórdico y en 1958, sobre la base de la zona de libre circulación sin pasaporte de 1952, se creó la Unión Nórdica de Pasaportes. Estas dos medidas contribuyeron a garantizar la libre circulación de los ciudadanos nórdicos por la zona. En 1955 se puso en marcha un Convenio Nórdico de Seguridad Social. También hubo planes para crear un mercado único, pero se abandonaron en 1959, poco antes de que Dinamarca, Noruega y Suecia se adhirieran a la Zona Europea de Libre Comercio (AELC). Finlandia se convirtió en miembro asociado de la AELC en 1961 y Dinamarca y Noruega solicitaron su adhesión a la Comunidad Económica Europea (CEE).
Este acercamiento a la CEE provocó el deseo de un tratado nórdico formal. El Tratado de Helsinki esbozó el funcionamiento del consejo y entró en vigor el 24 de marzo de 1962. En los años siguientes se produjeron otros avances en la cooperación nórdica: se crearon la Escuela Nórdica de Salud Pública, el Fondo Cultural Nórdico y la Casa Nórdica de Reikiavik. El primer ministro danés Hilmar Baunsgaard propuso la plena cooperación económica ("Nordek") en 1968. El acuerdo Nordek se firmó en 1970, pero Finlandia dio marcha atrás y declaró que sus lazos con la Unión Soviética le impedían establecer estrechos vínculos económicos con los miembros potenciales de la CEE (Dinamarca y Noruega). Nordek se abandonó entonces.
Como consecuencia, Dinamarca y Noruega solicitaron su adhesión a la CEE y en 1971 se creó el Consejo Nórdico de Ministros para garantizar la continuidad de la cooperación nórdica. En 1970 se permitió a los representantes de las Islas Feroe y Åland participar en el Consejo Nórdico como parte de las delegaciones danesa y finlandesa. Noruega rechazó la adhesión a la CEE en 1972, mientras que Dinamarca actuó como puente entre la CEE y los países nórdicos.También en 1973, aunque no optó por la plena adhesión a la CEE, Finlandia negoció un tratado de libre comercio con la CEE que, en la práctica, suprimió los derechos de aduana a partir de 1977, aunque hubo periodos transitorios hasta 1985 para algunos productos. Suecia no se adhirió debido a su política de no alianza, encaminada a preservar la neutralidad. Posteriormente, Groenlandia abandonó la CEE y desde entonces ha buscado un papel más activo en los asuntos de circumpolar.
En la década de 1970, el Consejo Nórdico fundó el Fondo Industrial Nórdico, Nordtest y el Banco Nórdico de Inversiones. Las competencias del Consejo se ampliaron también a la protección del medio ambiente y, para limpiar la contaminación del Mar Báltico y el Atlántico Norte, se creó una red energética conjunta. En 1983 se creó el Consejo Nórdico de Política Científica y, en 1984, se permitió a representantes de Groenlandia unirse a la delegación danesa.

## Bandera del Consejo Nórdico

Bandera del Consejo Nórdico

La bandera del Consejo Nórdico representa el cisne blanco con ocho alas sobre un círculo azul que a su vez se encuentra sobre un fondo blanco. La bandera fue adoptada en noviembre de 1984. El símbolo representa a los cinco países del Consejo (Dinamarca, Finlandia, Islandia, Noruega y Suecia) más las regiones autónomas de las Islas Feroe, Groenlandia y Åland.

## Idiomas del Consejo Nórdico
Durante algunos años los idiomas oficiales del Consejo Nórdico fueron el danés, el sueco y el noruego, debido a su facilidad de intercomunicación y a que alguno de ellos era oficial o cooficial en todas las regiones nórdicas de habla germana. No obstante, la situación de oficialidad ha variado ligeramente y se han incorporado también como lenguas de trabajo el finlandés y el islandés y ha ido tomando fuerza el uso del inglés como lengua franca y de trabajo en el Consejo, desplazando al danés y sueco de esta función que habían desempeñado de manera histórica en el ámbito nórdico. El feroés es la única lengua "mayoritaria" viva escandinava que no tiene ningún rango de oficialidad en el Consejo Nórdico.[cita requerida]

## Miembros

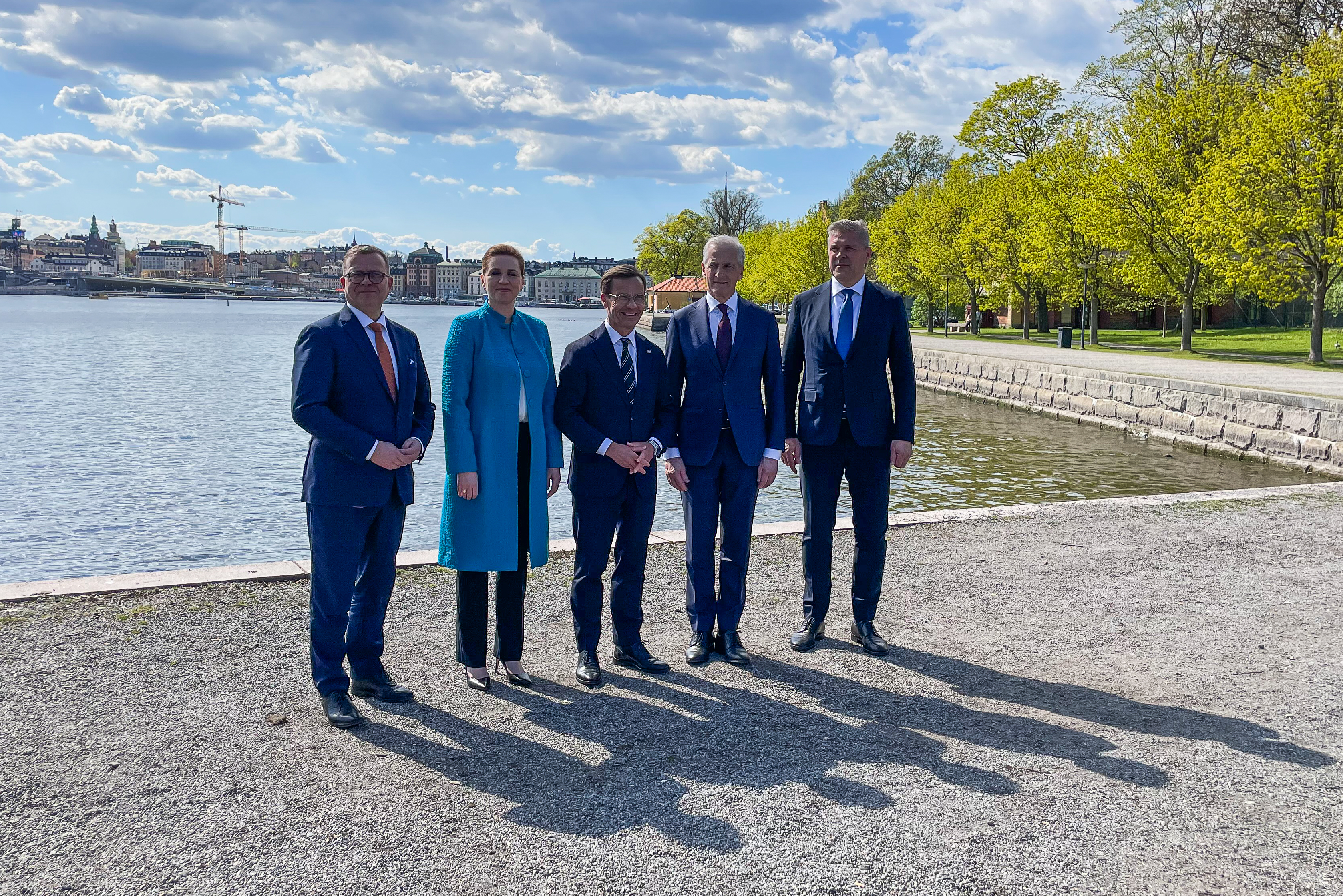
Los primeros ministros de los países nórdicos reunidos en Estocolmo.

Miembros del Consejo:
- Países:
  -  Dinamarca
  -  Finlandia
  -  Islandia
  -  Noruega
  -  Suecia
- Regiones autónomas:
  -  Åland ( Finlandia)
  -  Islas Feroe (Reino de Dinamarca)
  -  Groenlandia (Reino de Dinamarca)

## Organización

### Consejo
El Consejo Nórdico está formado por 87 representantes, elegidos entre los parlamentos de sus miembros y que reflejan la representación relativa de los partidos políticos en dichos parlamentos. Celebra su sesión principal en otoño, mientras que la llamada "sesión temática" se organiza en primavera. Cada una de las delegaciones nacionales tiene su propia secretaría en el parlamento nacional. Los territorios autónomos -Groenlandia, las Islas Feroe y Åland- también tienen secretarías nórdicas.
El Consejo no tiene ningún poder formal por sí mismo, sino que cada gobierno tiene que aplicar cualquier decisión a través de su legislatura nacional. Ya que hasta recientemente solo Dinamarca, Noruega e Islandia eran miembros de la OTAN, mientras que Finlandia y Suecia mantenían una neutralidad al respecto, el Consejo Nórdico no ha participado en ninguna cooperación militar.

### Consejo de Ministros
El Consejo Nórdico original se centra en la cooperación interparlamentaria. El Consejo Nórdico de Ministros, fundado en 1971, es responsable de la cooperación intergubernamental. Los Primeros Ministros tienen la responsabilidad última, pero ésta suele delegarse en el ministro de Cooperación Nórdica y en el Comité Nórdico de Cooperación, que coordina el trabajo diario. Los territorios autónomos tienen la misma representación que los Estados. El Consejo de Ministros Nórdico tiene oficinas en los países bálticos.

## Secretarios generales
- 1971–1973  Emil Vindsetmoe
- 1973–1977  Helge Seip
- 1977–1982  Gudmund Saxrud
- 1982–1987  Ilkka-Christian Björklund
- 1987–1989  Gehard af Schultén
- 1990–1994  Jostein Osnes
- 1994–1996  Anders Wenström
- 1996–1999  Berglind Asgeirsdóttir
- 1999–2007  Frida Nokken
- 2007–2013  Jan-Erik Enestam
- 2014–2021  Britt Bohlin
- 2021-presente  Kristina Háfoss

## Unificación nórdica
Algunos desean que la promoción de la cooperación nórdica por parte del Consejo Nórdico vaya mucho más lejos que en la actualidad. Si los estados de Islandia, Suecia, Noruega, Dinamarca y Finlandia se fusionaran en una integración como la que algunos desean, tendrían un producto interior bruto de 1,60 billones de dólares, lo que la convertiría en la duodécima economía del mundo, mayor que la de Australia, España, México o Corea del Sur. Gunnar Wetterberg, historiador y economista sueco, escribió un libro incluido en el anuario del Consejo Nórdico que propone la creación de una Federación Nórdica desde el Consejo en unas décadas.

## Los países nórdicos en Europa
A pesar de la estrecha cooperación en el Consejo Nórdico y el Consejo Nórdico de Ministros, existen varias diferencias significativas en lo que respecta a la integración europea de los países. Suecia, Dinamarca y Finlandia son miembros de la Unión Europea, mientras que Noruega e Islandia no lo son. Noruega e Islandia son, en cambio, miembros de la Asociación Europea de Libre Comercio. Sin embargo, todos los países nórdicos forman parte del Espacio Económico Europeo y de la cooperación Schengen, lo que significa que Islandia y Noruega también están vinculadas a la UE junto con el Consejo Nórdico. Los acuerdos anteriores dentro del Consejo Nórdico ahora son reemplazados por acuerdos de la UE o integrados en la UE. Un ejemplo de ello es que en los últimos años la cooperación Schengen ha absorbido la Unión Nórdica de Pasaportes, a la que en la práctica ha sustituido.
El Consejo Nórdico y el Consejo de Ministros trabajan activamente en cuestiones de la UE, y el Consejo Nórdico tiene una oficina en Bruselas desde septiembre de 2017. El objetivo de la oficina del Consejo Nórdico en Bruselas es establecer contactos entre el Consejo Nórdico y el Parlamento Europeo. La primera representante del Consejo Nórdico en Bruselas es Matilda af Hällström. 
Sin embargo, posteriormente los países nórdicos han demostrado encajar bien en la perspectiva regional, que desde hace tiempo se incluye en los debates de la UE sobre el desarrollo futuro, y a través de la cooperación con Rusia y los países bálticos ha surgido una nueva tarea importante para fortalecer un mayor acercamiento . , la cooperación, una mayor seguridad, la democracia y el desarrollo medioambiental, así como el comercio, la investigación y el intercambio cultural. Para ello, también han iniciado el proyecto La Dimensión Norte.
Gradualmente, se han tomado cada vez más iniciativas para renovar y fortalecer la función del Consejo Nórdico como parlamento regional dentro de la UE  y para fortalecer y comercializar la cooperación de los países nórdicos y su consejo a nivel internacional como ejemplo, sobre todo a la luz de la creciente número de problemas dentro de la UE y sus Estados miembros. A diferencia del Benelux, no existe ninguna disposición expresa en el tratado de la Unión Europea que tenga en cuenta la cooperación nórdica. Sin embargo, los Tratados establecen que los acuerdos internacionales celebrados por los Estados miembros antes de convertirse en miembros de la Unión seguirán siendo válidos, incluso si entran en conflicto con las disposiciones del Derecho de la Unión. Sin embargo, cada Estado miembro debe tomar todas las medidas necesarias para eliminar cualquier contradicción lo más rápido posible. Por lo tanto, la cooperación nórdica sólo puede diseñarse en la práctica en la medida en que cumpla con el derecho de la Unión. 

## Cultura, oficinas y premios
Una parte importante de las actividades del Consejo Nórdico gira en torno al fortalecimiento de la cooperación nórdica en el ámbito de la cultura. El Consejo Nórdico también trabaja en las escuelas y en algunas áreas temáticas. La Fundación de Cultura Nórdica y otros fondos de apoyo brindan apoyo anual para viajes, proyectos de cultura nórdica y presentaciones de invitados, traducción y más.
También se difunde información sobre empresas y eventos culturales en la región nórdica y hay oficinas de información nórdicas en todos los países afiliados, así como en Rusia, Estonia, Letonia, Lituania y Sønder Jutlandia en Alemania. Noruega tiene una Oficina Nórdica de Información en Arendal y en Finlandia la oficina tiene contacto cultural nórdico. Anteriormente, en Alta había una oficina de información independiente del norte de Noruega.
El Consejo Nórdico otorga los siguientes premios: Premio de Literatura del Consejo Nórdico, Premio de Música del Consejo Nórdico, Premio de Cine del Consejo Nórdico, Premio de Medio Ambiente del Consejo Nórdico y Premio de literatura infantil y juvenil del Consejo Nórdico.